# 데이비드 밀러 (가수)
데이비드 밀러(David Miller, 1973년 4월 14일 ~ )는 미국의 테너로, 일 디보의 일원으로 잘 알려져 있다.